# Żachy-Pawły (wieś)
Żachy-Pawły – wieś sołecka w Polsce, położona w województwie mazowieckim, w powiecie ostrowskim, w gminie Małkinia Górna. Leży w pobliżu rzeki Brok.
| SIMC    | Nazwa      | Rodzaj    |
| ------- | ---------- | --------- |
| 0514638 | Bardychowo | część wsi |

W latach 1975–1998 miejscowość administracyjnie należała do województwa ostrołęckiego.
Wierni Kościoła rzymskokatolickiego należą do parafii św. Rocha w Jasienicy.